# Ognuno ha il suo racconto
Ognuno ha il suo racconto è un singolo del cantautore Red Canzian, pubblicato il 7 febbraio 2018 come primo estratto dal terzo album in studio Testimone del tempo.
Il brano è stato presentato al Festival di Sanremo 2018, classificandosi al 15º posto nella serata finale.

## Tracce
Download digitale
1. Ognuno ha il suo racconto – 3:59 (Bruno Canzian, Miki Porru)

7"
- Lato A

1. Ognuno ha il suo racconto – 3:59 (Bruno Canzian, Miki Porru)

- Lato B

1. Presto, tardi, forse mai – 3:33 (Bruno Canzian, Gabriele Cannarozzo)